# Ratinger Tor

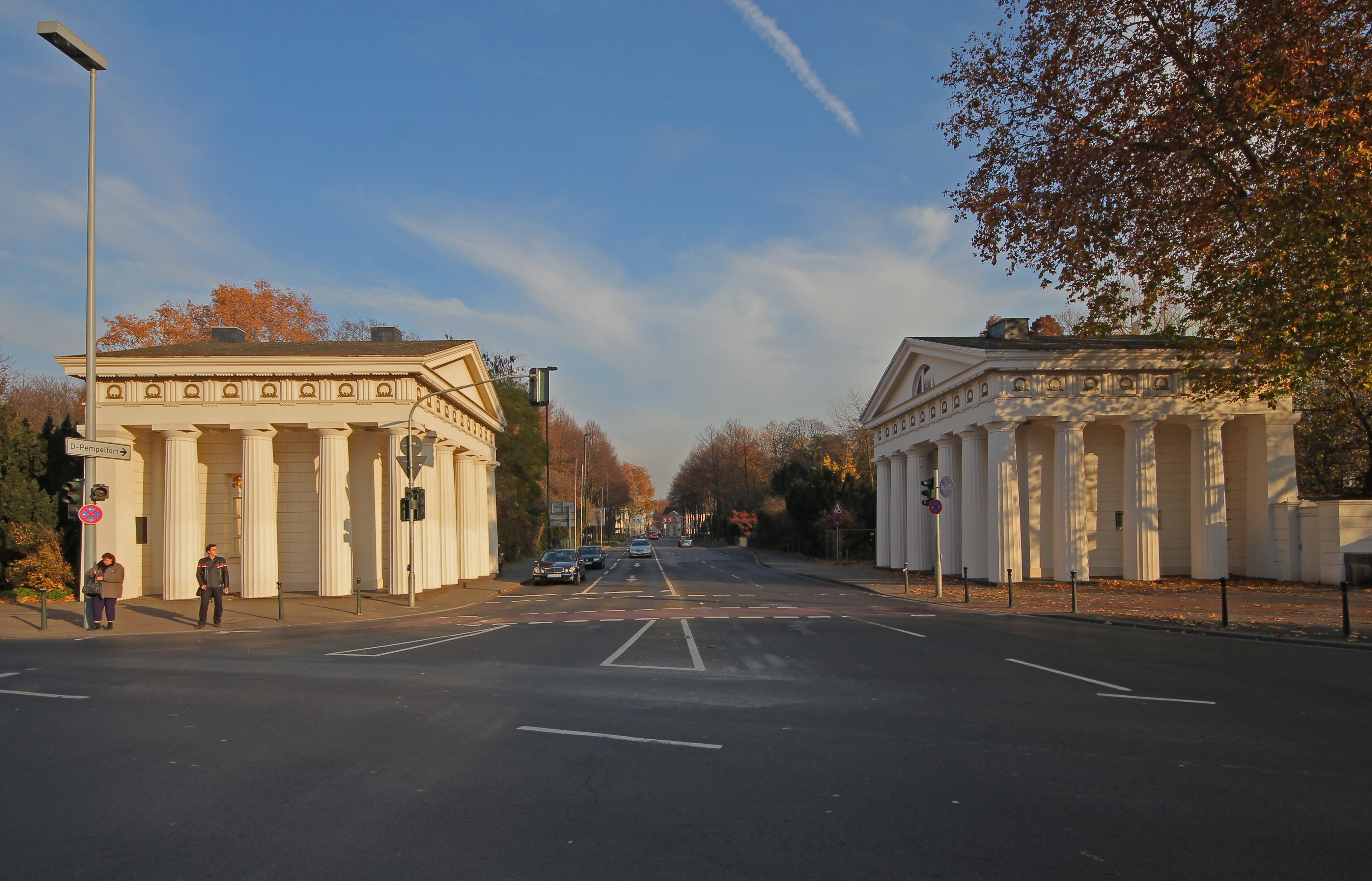
Das Ratinger Tor

Das Ratinger Tor ist das letzterbaute und einzig noch vorhandene Stadttor der ursprünglichen Stadt Düsseldorf. Bei dem heutigen Bau handelt es sich jedoch nicht um das mittelalterliche Stadttor, sondern um ein Zolltor, das zwischen 1811 und 1815 im klassizistischen Stil errichtet wurde. Die Notwendigkeit eines Neubaus ergab sich aus der im Friedensvertrag von Lunéville festgelegten Schleifung der Festungswerke, der das alte Tor zum Opfer fiel. Das neue Ratinger Tor wurde um rund 115 m nach Osten verschoben, was die Verlängerung der Ratinger Straße um 60 m sowie die Anlage eines Boulevards, der heutigen Heinrich-Heine-Allee, ermöglichte.

## Beschreibung und Architektur

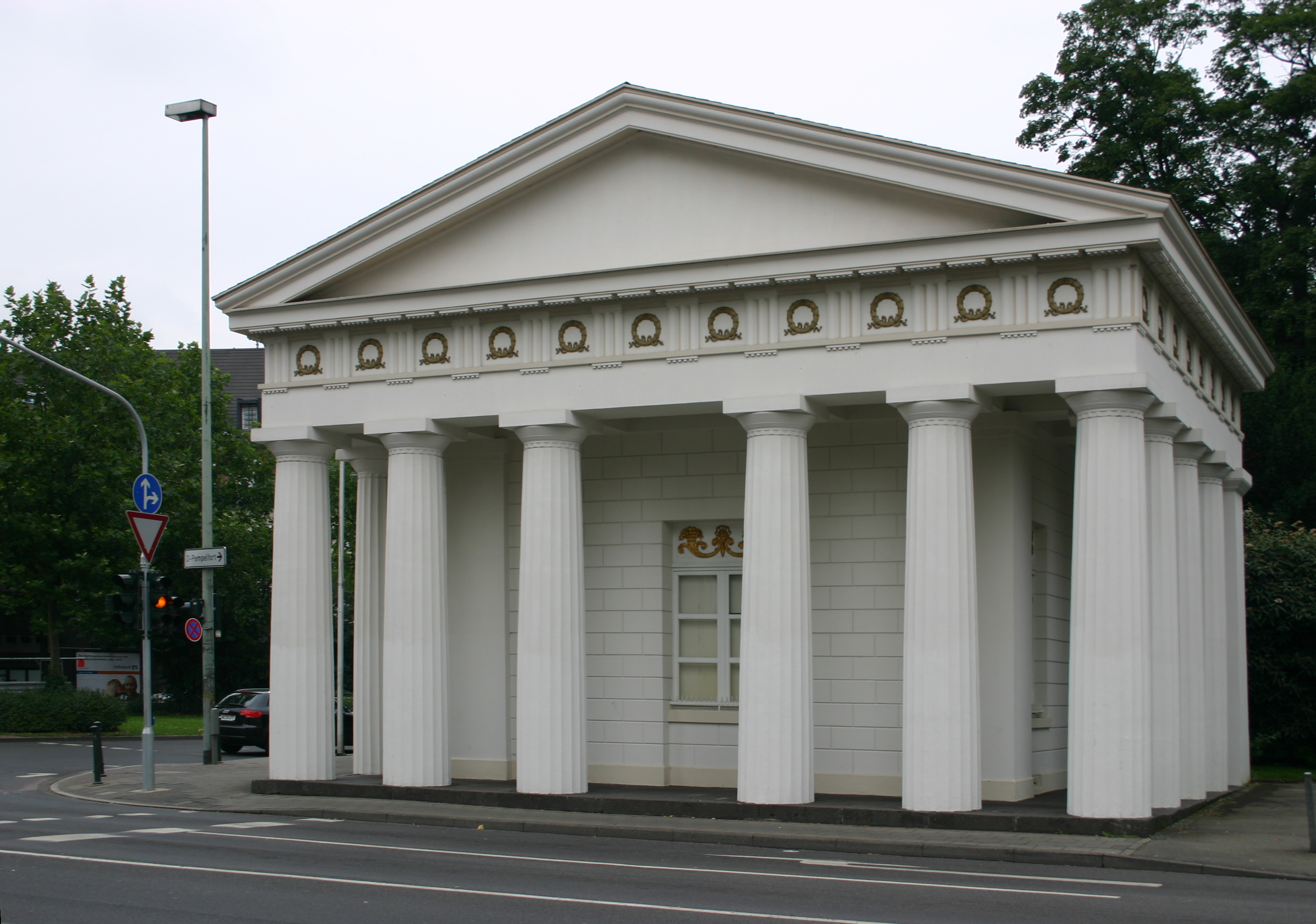
Das nördliche Torhaus

Das Ratinger Tor besteht aus zwei fast quadratischen Bauten im klassizistischen Stil, die an antike Tempelbauten erinnern. An jeweils drei Seiten befinden sich dorische Säulen. Die Metopen sind mit Lorbeerkränzen versehen, die goldfarben bemalt sind. Das jeweilige Tympanon ist dagegen nicht verziert.
Der bergische Baudirektor Adolph von Vagedes, ein Schüler Schinkels, war mit der Entfestigung der Stadt beauftragt worden. Ab 1811 begann er mit der Errichtung des neuen Ratinger Tores, das an die Athener Propyläen angelehnt ist. Der Torbau war eines seiner Hauptwerke und gilt u. a. als Vorbild für die Neue Wache in Berlin. Die Arbeiten waren 1815 abgeschlossen.
Das Ratinger Tor wurde am 27. April 1983 in die Denkmalliste aufgenommen, in der Kategorie Burgen, Herrenhäuser, Befestigungen, Schlösser.

## Lage

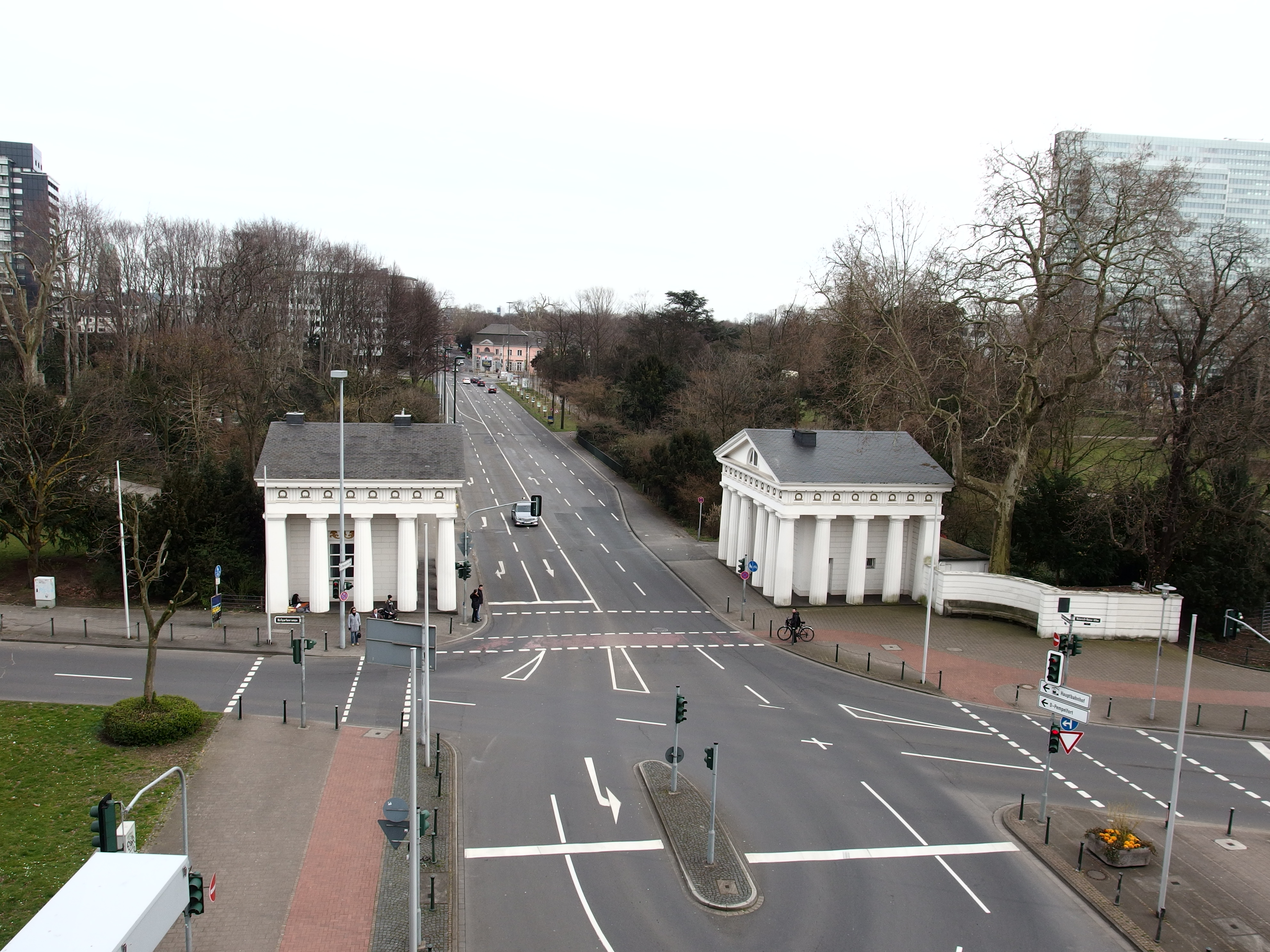
Blick auf das Ratinger Tor, vom Parkhaus an der Ratinger Straße

Das heutige Ratinger Tor befindet sich östlich des mittelalterlichen Stadtkerns, an der Kreuzung Heinrich-Heine-Allee zur Maximilian-Weyhe-Allee, die durch den Hofgarten führend, die Altstadt mit Schloss Jägerhof verbindet. Die beiden Torhäuser tragen die Adresse Maximilian-Weyhe-Allee 1 und 2 und sind die beiden einzigen Gebäude an dieser Straße, die zugleich die Grenze zwischen zwei Stadtteilen markiert. So liegt das nördliche Torhaus im Stadtteil Pempelfort und das südliche in Stadtmitte.

## Benennung
Das Ratinger Tor bildet den Abschluss der Ratinger Straße, einer der ältesten Straßen Düsseldorfs, die den Beginn eines mittelalterlichen Weges vom Rhein in Richtung der Stadt Ratingen und weiter nach Velbert darstellt.

## Geschichte

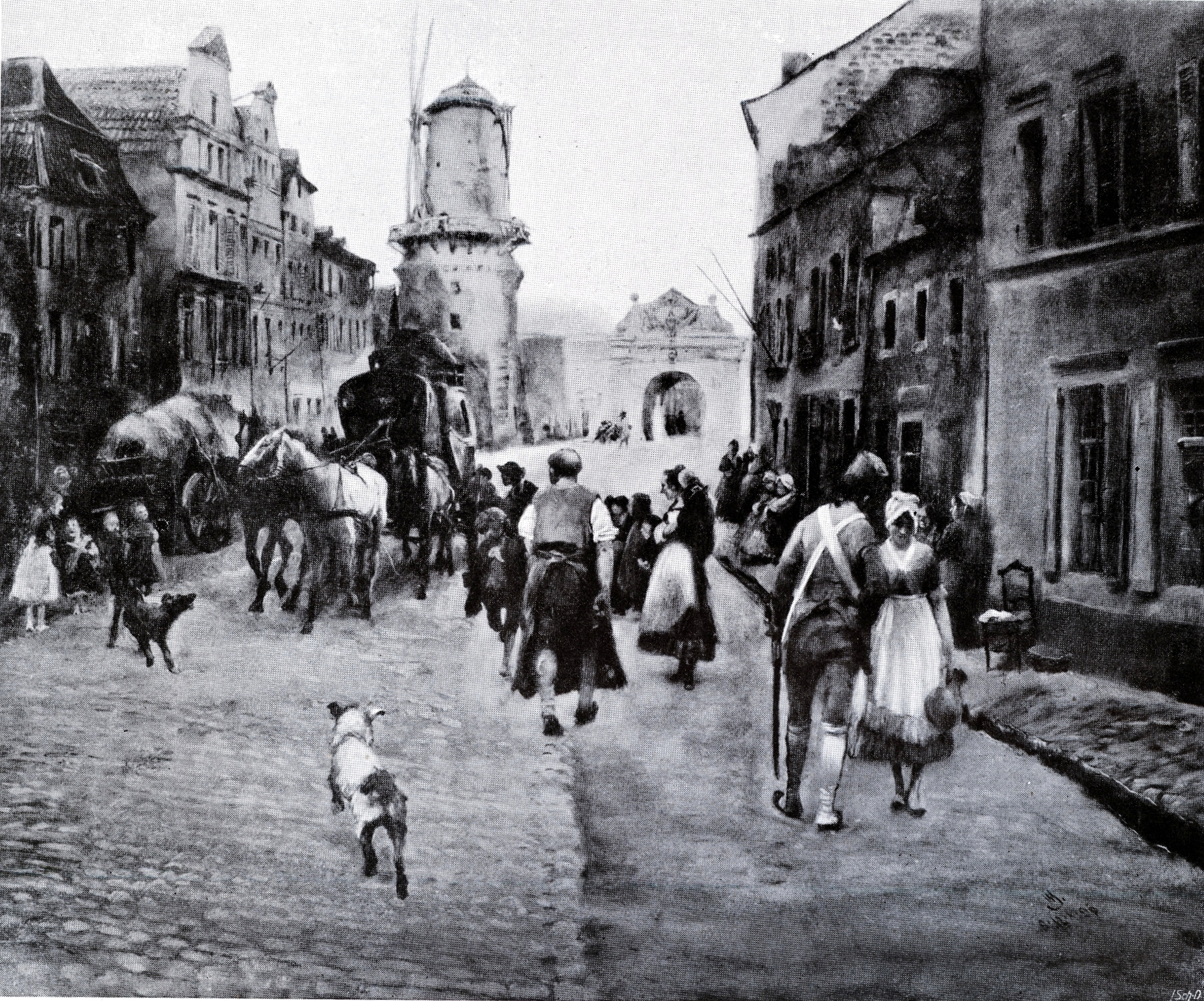
Blick von der Ratinger Straße auf das alte Ratinger Tor

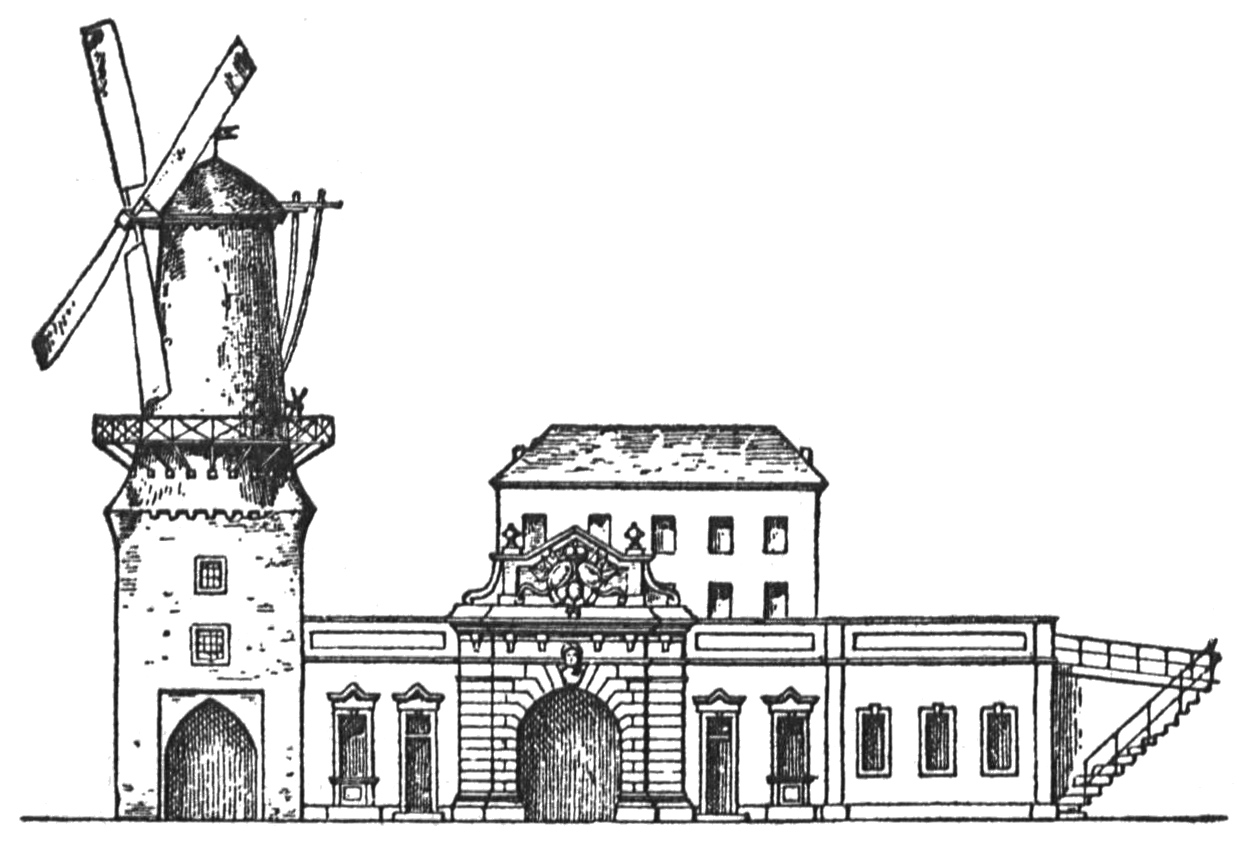
Ratinger Tor vor 1754 und Umbau der Fassade

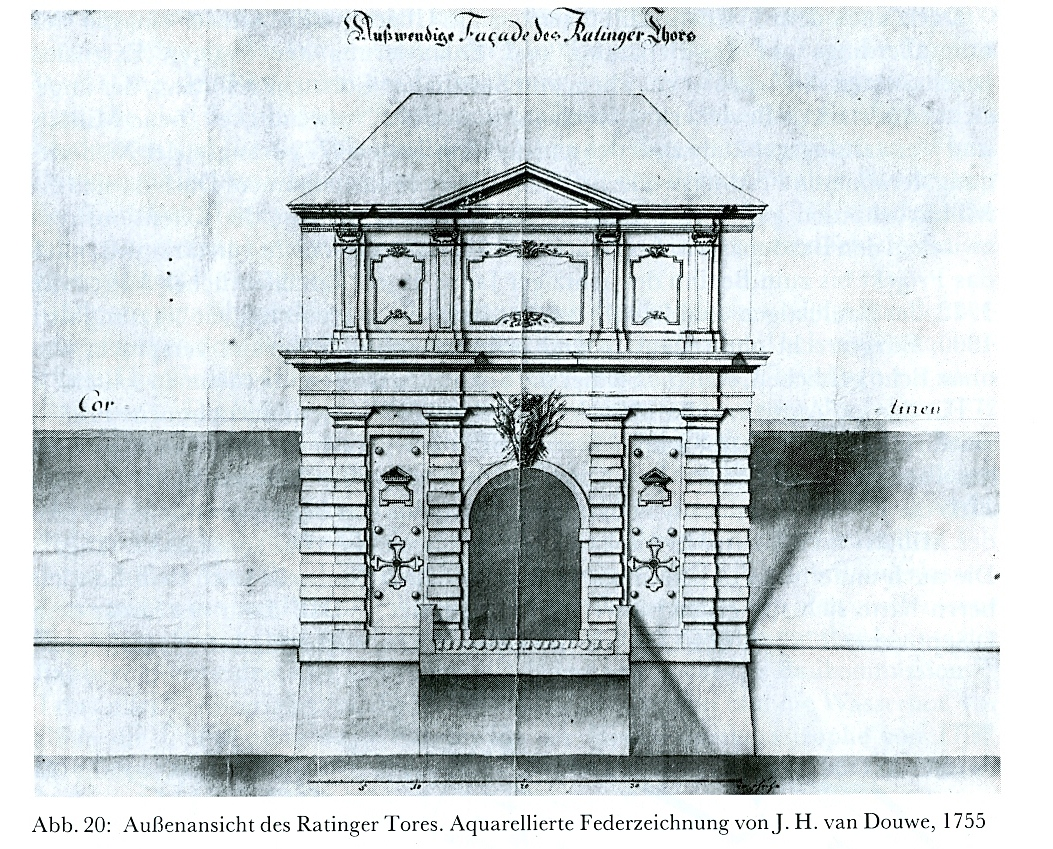
Altes Ratinger Tor, 1755

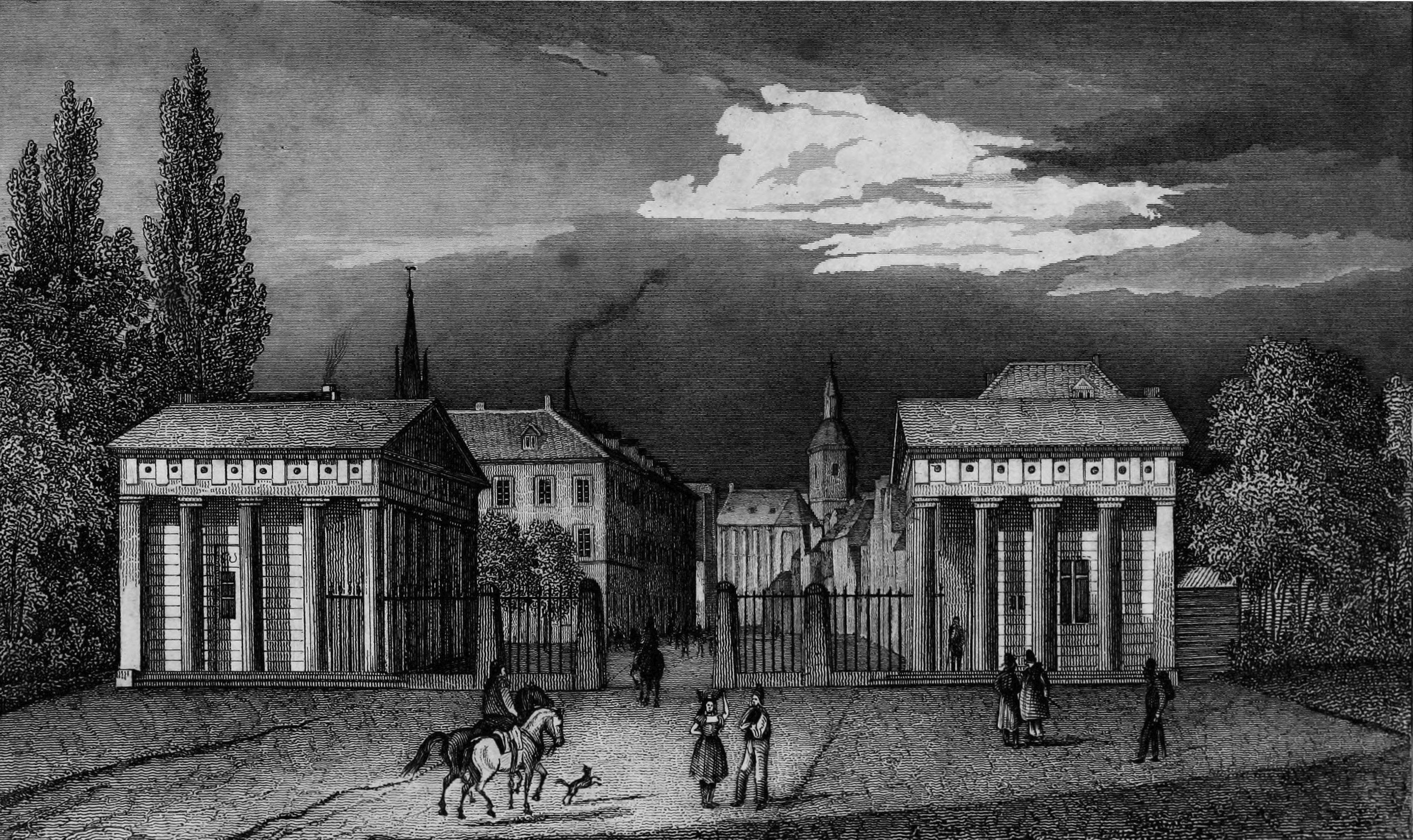
Ratinger Tor, 1838

Erstmals wird ein Stadttor in diesem Bereich 1397 erwähnt, das im Rahmen der ersten Stadterweiterung nach 1384 angelegt wurde. Das vorherige „Liebfrauentor“, genannt nach der damals gleichnamigen Kapelle, Vorläufer der späteren Kreuzherrenkirche, lag ursprünglich vor der ersten Stadtmauer der Aldt Stadt. Der Name Ratinger Tor wird erstmals 1428 urkundlich genannt. Im Gegensatz zu den rheinwärts gelegenen Stadttoren ist über die Tore der Landseite nur wenig bekannt. Während des Truchsessischen Krieges war das Ratinger neben dem Flinger Tor das einzige ganztägig geöffnete Düsseldorfer Stadttor. 1610 wurde die ursprünglich in Golzheim gelegene, städtische Windmühle auf ein dem Tor angegliedertes und verteidigungstechnisch veraltetes Rondell verlegt. 1754/55 wurde das alte Ratinger Tor anlässlich des Besuches der Kurfürsten Karl Theodor mit einer neuen Fassade versehen.
Im Rahmen der Festungsschleifung der Stadt wurde das alte Ratinger Tor als Verteidigungswerk überflüssig und stand der Stadtplanung im Weg. Aus zollrechtlichen Gründen war jedoch ein Stadttor an der Ratinger Straße notwendig, was von 1811 bis 1815 zum Bau des heute noch bestehenden Ratinger Tores rund 115 m weiter östlich vom alten Standort führte. Die an den Zolltoren insbesondere für die Einfuhr von Lebensmitteln erhobene Akzise machte zwischen 1817 und 1827 etwa ein Drittel der gesamten städtischen Einnahmen aus. Mit der Einführung der Einkommensteuer ab 1827 sowie weiterer direkter Steuern verloren die städtischen Zölle zunehmend an Bedeutung. Ab Mitte des 19. Jahrhunderts hatte das Ratinger Tor seine Zollfunktion eingebüßt.
Am 25. August 1925 verließen die letzten französischen Besatzungstruppen Düsseldorf durch das einzig verbliebene Stadttor. Anlässlich einer NSDAP-Kundgebung am 24. Mai 1930 kam es vor den Torhäusern zu Schlägereien zwischen der SA und der Rotfront.
Ende der 1940er Jahre wohnte der Düsseldorfer Stadtplaner und Baudezernent Friedrich Tamms im südlichen Torhaus, das der Volksmund „Onkel Tamms Hütte“ taufte. 1955 zog die bekannte Galeristin Hella Nebelung ein. 1986 übernahm Hete Hünermann (1939–2001) die Räumlichkeiten. Nach Leerstand befand sich hier von 2008 bis 2017 das Atelier des ehemaligen Rektors der Düsseldorfer Kunstakademie und Künstlers Markus Lüpertz und von 2020 bis 2022 der letzte Wohnsitz des bekannten Cellisten Thomas Beckmann.
Das nördliche Torhaus wurde 1984 an den Heimatverein Düsseldorfer Jonges verpachtet und von diesem zuletzt 2012 saniert. Im Erdgeschoss entstand ein repräsentatives Heinz-Schmöle-Zimmer mit einer Büste Schmöles. Das Gebäude wird zu Vorstandssitzungen und Vereinsfeiern genutzt. Der Öffentlichkeit ist es einmal im Jahr anlässlich des Tages des offenen Denkmals zugänglich.
Im Oktober 2022 wurde die von Markus Lüpertz gestaltete und von ihm gestiftete Bronzeplastik „Tanz zu Zweit“ vor dem südlichen Tor aufgestellt. Sie erinnert an des Musikerehepaar Clara und Robert Schumann, die einige Jahre in Düsseldorf gewirkt haben.